# الزهير
الزهير أو الظاهر (بالبرتغالية:O Zahir) هو عنوان رواية للكاتب والمؤلف البرازيلي باولو كويلو مشتق من العربية، صدرت الرواية عام 2004. وتقريبا بصيغة مشابهة للرواية السابقة للكاتب بعنوان الخيميائي، فإن الزهير أيضاً تدور حول الحج.
تلمس الرواية أوتاراً مثل الحب والفقدان والخسارة والهوس.
الزهير كتبها باولو كويلو بلغته الأصلية وهي اللغة البرتغالية. تم ترجمة الرواية إلى 44 لغة من ضمنها اللغة الفارسية مع العلم بأن إيران لم توقع يوماً أي معاهدة لحفظ حقوق النشر العالمية.

## القصة
الزهير هي نطق آخر للكلمة العربية الظاهر والتي تعني الشئ الواضح أو الذي لا يمكن المرور دون ملاحظته. تدور القصّة حول الراوي صاحب الروايات الأكثر رواجاً، وبحثه لزوجتِه المفقودة. يتمتّع بطل الرواية بكلّ الامتيازات ومن ذلك المال والشهرة ولكنه مشكوك فيه من السلطات والصحافة بسبب الاختفاء الغير قابل للتوضيح لزوجته من بيتهم في باريس. يستكشف كويلو معاني مختلفة للحب والحياة من خلال الرواية.

## نبذة عن الكاتب
ولد باولو كويلو في ريو دي جانيرو عام 1947. قبل أن يتفرغ للكتابة، كان يمارس الإخراج المسرحي، والتمثيل وعمل كمؤلف غنائي، وصحفي. وقد كتب كلمات الأغاني للعديد من المغننين البرازيليين أمثال إليس ريجينا، ريتا لي راؤول سييكساس، فيما يزيد عن الستين أغنية. ولعه بالعوالم الروحانية بدء منذ شبابه كهيبي، حينما جال العالم بحثا عن المجتمعات السرية، وديانات الشرق. نشر أول كتبه عام 1982 بعنوان «أرشيف الجحيم»، والذي لم يلاق أي نجاح. وتبعت مصيره أعمال أخرى، ثم في عام 1986 قام كويلو بالحج سيرا لمقام القديس جايمس في كومبوستيلا. تلك التي قام بتوثيقها فيما بعد في كتابه «الحج». في العام التالي نشر كتاب "الخيميائي"، وقد كاد الناشر أن يتخلي عنها في البداية، ولكنها سرعان ما أصبحت من أهم الروايات البرازيلية وأكثرها مبيعا. حاز على المرتبة الأولى بين تسع وعشرين دولة. ونال على العديد من الأوسمة والتقديرات.

## وصلات خارجية
- آراء القراء حول رواية الزهير  على موقع أبجد
- الكاتب يتحدث عن شخصيات الرواية
- صفحة رواية الزهير على موقع جود ريدز